# Antoine Claudet
Antoine Claudet (Lione, 18 agosto 1797 – Londra, 27 dicembre 1867) è stato un fotografo francese.

## Biografia
Antoine François Jean Claudet nacque a La Croix-Rousse, un quartiere di Lione, secondo di sei figli di Claude e di Etiennette Julie Montagnat, ricchi commercianti di stoffe. Nel 1827 si trasferì a Londra per aprire ad Holborn un negozio di vetro. La condizione di agiatezza gli consentì di diventare allievo di Louis Daguerre che il 9 gennaio 1839 presentò all'Accademia francese delle scienze l'invenzione del dagherrotipo. Probabilmente già il giorno seguente, Claudet andrà in giro per Parigi a scattare fotografie con la nuova invenzione. Acquistò quindi un brevetto dal suo maestro e tornò a Londra, a quel tempo capitale economica del mondo.
Fin dall'apertura del suo studio fotografico nella mansarda del Royal Adelaide Gallery nel giugno 1841 ebbe scontri con Richard Beard. Beard fu il primo ad avere una licenza da Daguerre in Europa ed il primo ad aprire uno studio fotografico londinese sul tetto del Royal Polytechnic Institution il 23 marzo 1841. Il diverbio per la difesa della licenza condusse Claudet in tribunale in quanto Beard avrebbe voluto far chiudere lo studio di Claudet, ma perse la sentenza poiché la corte si espresse a favore del francese.
Le capacità scientifiche non comuni permisero a Claudet di avere un grande successo tanto da aprire un secondo studio nel 1847 ed un terzo nel 1851 che chiamò "Temple of photography".
Del resto apparve subito chiaro che la nuova invenzione avrebbe rivoluzionato il mondo tanto che, ad esempio, nel 1850 a New York erano state aperte ben 77 gallerie fotografiche.
A Londra i migliori dagherrotipi furono quelli di Claudet grazie ai numerosi miglioramenti introdotti e alle sue scoperte scientifiche come quella di usare vapori di cloro, invece di quelli al bromo, che riducevano il tempo di esposizione aumentando la sensibilità delle lastre, modifica suggerita dall'austriaco Franz Kratochwila. Tra le sue scoperte va citata quella della luce rossa in camera oscura che non impressionando le lastre permise di lavorare allo sviluppo non totalmente al buio.
Claudet, così come Beard, capì che la fotografia avrebbe raggiunto il massimo livello, ed anche il maggior guadagno, attraverso il ritratto verso il quale già molti cittadini benestanti si stavano avvicinando. I tempi di posa però erano ancora troppo elevati, tra i 10 e 15 minuti. Con l'introduzione dei vapori di cloro Claudet ridusse i tempi di posa tra 10 secondi e i 2-3 minuti a seconda delle condizioni atmosferiche.
Con i nuovi e costosi obiettivi costruiti da Jozef Maximilián Petzval e prodotti da Voigtländer, Claudet nel 1847 accorciò ulteriormente l'esposizione avendo un'apertura focale pari a f/3.6 cioè sedici volte più luminosi di tutte le altre ottiche utilizzate in precedenza. Due anni dopo inventò il focometro, un apparecchio che utilizzato accanto al dagherrotipo gli permetteva di mettere perfettamente a fuoco il soggetto. Claudet si rese peraltro conto, studiando l'ipersensibilità delle lastre ai colori blu/violetto, che quei colori potevano essere sfruttati anche in un altro modo. Gli studi fotografici erano tutti situati sui tetti ricoperti in vetro trasparente per sfruttare la massima luce del giorno ma ciò comportava che in estate ci fossero delle temperature altissime. Colorando i vetri in blu/violetto non si sarebbe persa luminosità ma si avrebbe avuta una sensibile riduzione del calore, lavorando perciò in condizioni migliori sia per il fotografo che per i suoi clienti.
Claudet raggiunse l'apice del successo nel 1853, ma già due anni prima si era aggiudicato il concorso internazionale del ritratto alla Grande Esposizione di Londra che lo portò alla ribalta, tanto che due anni dopo fu chiamato a corte per ritrarre la regina Vittoria, divenendo così il suo fotografo ufficiale. Le porte del successo si spalancarono ed i personaggi della politica, della cultura, dello spettacolo, della scienza non poterono fare a meno dei suoi ritratti.
Si stima che ogni anno scattasse 1.800 ritratti tra i quali furono molti i personaggi famosi come Ada Lovelace, figlia di Lord Byron, della quale si conservano solo due foto, Michael Faraday, Charles Babbage ed altri.
La tecnica del ritratto fu per lui una continua ricerca tecnica per raggiungere la perfezione che gli strumenti dell'epoca erano in grado di dare. Utilizzò, ad esempio, obiettivi a fuoco morbido per evitare di mettere in evidenza i difetti della pelle combinati talvolta con tecniche di ripresa speciali come quella di sfocare l'obiettivo prima che il tempo di posa terminasse.
Adottò fin dal 1842 la stereoscopia, molto in voga, perché dava l'illusione della tridimensionalità.
Verso la fine degli anni '50 iniziò il declino della dagherrotipia, cioè della copia unica, sostituita dalla Calotipia, inventata nel 1839 e brevettata nel 1841 da William Henry Fox Talbot, ma messa a punto qualche anno dopo. Fu lo stesso Fox Talbot nel 1842 a proporre a Claudet di sperimentare la calotipia. Il francese però ritenne il metodo negativo/positivo inferiore poiché non abbastanza nitido. La scoperta del Collodio umido nel 1851 da parte di Frederick Scott Archer fu il colpo di grazia al dagherrotipo e probabilmente anche per lo stesso Claudet, anche se fino all'ultimo cercò di rimanere al passo coi tempi utilizzando anche lui il collodio per la nuova moda delle "carte de visite" brevettata a Parigi da André Adolphe Eugène Disdéri nel 1854.
Ebbe due figli dalla moglie Julie Bourdelain. Morì nel 1867 in un incidente di omnibus ed un mese dopo fu distrutto da un incendio anche il "Temple of photography" e con esso anche gran parte della sua produzione consistente in circa 20.000 stampe e dagherrotipi.
Nonostante il suo nome sia posto tra i padri della fotografia, Claudet è stato dimenticato fino ad epoche recenti.

## Collezioni
- National Portrait Gallery
- Paul Getty Museum
- Royal Collection Trust
- Europeana Foundation
- Science Museum Group
- University of St. Andrews Library
- Chiesa-Gosio Collections, Brescia